# 1567 a tudományban
Az 1567. év a tudományban és a technikában.

## Felfedezések
- Caracas alapítása
- Maroshévíz alapítása

## Születések
- január 4. – François d’Aguilon fizikus, építész és matematikus.
- Samuel de Champlain – francia felfedező
- John Parkinson – angol botanikus

## Halálozások
- április 19. – Michael Stifel matematikus (* 1487).
- Wilhelm von Grumbach – német utazó